# 胡里安语
胡里安语（Hurrian）是已绝迹的胡里安-乌拉尔图语系中的一种语言，使用者为公元前2300年左右进入美索不达米亚公元前1000年左右消失的胡里安人。胡里安语是美索不达米亚北部米坦尼王国的语言，至少在当今叙利亚胡里安定居点使用。通常认为该语言的使用者最初来自亚美尼亚高原，并于公元前2千纪进入安纳托利亚和美索不达米亚北部。